# Paolo Pamini
Paolo Pamini, né le 3 octobre 1977, est une personnalité politique suisse, membre de l'Union démocratique du centre (UDC).

## Biographie
Paolo Pamini naît le 3 octobre 1977. Il est originaire de Lugano.
Il est titulaire d'un doctorat en économie portant sur le gouvernement d'entreprise, obtenu en 2011 à l'Université de Zurich.
Il travaille comme conseiller fiscal pour PricewaterhouseCoopers. Il est également chargé de cours à l'École polytechnique fédérale de Zurich depuis 2011 et expert-comptable depuis 2015.
Il a le grade de soldat au sein de l'Armée suisse.
Il est marié et père de deux enfants et habite Lugano.

## Parcours politique
Il siège au Grand Conseil du canton du Tessin du 18 mai 2015 au 8 décembre 2023.
Il est élu député du canton du Tessin au Conseil national en octobre 2023. Il y est membre de la Commission de l'économie et des redevances (CER).